# Lake Mack-Forest Hills
Lake Mack-Forest Hills statisztikai település az USA Florida államában, Lake megyében. Lakosainak száma 992 fő (2020. április 1.).

## Népesség
A település népességének változása:
| Lakosok száma | 989  | 1010 | 992  |
|               | 2000 | 2010 | 2020 |